# José Simeón Cañas
Pour les articles homonymes, voir Cañas.
Ne pas confondre avec le Jésuite et mathématicien José de Cañas
José Simeón Cañas y Villacorta (Zacatecoluca, Capitainerie générale du Guatemala, Empire espagnol, 18 février 1767 - San Vicente, État du Salvador, République fédérale d'Amérique centrale, 4 mars 1838) est un prêtre catholique, professeur d'université, homme politique et héros de l'indépendance du Salvador et de l'Amérique centrale.

## Biographie
José Simeón Cañas y Villacorta est le troisième de huit enfants. Il entre à l'Université royale pontificale de San Carlos Borromeo. Licencié en théologie il est ordonné prêtre en 1790 avant de se lancer dans une thèse en science sacrée (Thèse de doctorat soutenue en octobre 1795). Il débute par la suite une carrière d'enseignant avant de devenir recteur de cette même université (1811-1812).  
Il est membre du conseil provincial du Guatemala (en 1813 et en 1820) et député de l'assemblée nationale constituante des Provinces-Unies d'Amérique centrale. C'est lui qui, le 31 décembre 1823, demande à l'Assemblée nationale constituante des Provinces-Unies d'Amérique centrale de décréter l'abolition de l'esclavage.
Il décède en 1838 semble-t-il du choléra et est enterré dans l'église d'El Pilar, à San Vicente.

## Postérité
Tout au long du XXe siècle, sa vie fait l'objet de plusieurs livres, dont celui de Ramón López Jiménez et de l'historien Jorge Lardé y Larín. Son nom fut donné à l'Universidad Centroamericana «José Simeón Cañas» (UCA) Fondée en 1965.